# Eurycyde curvata
Eurycyde curvata är en havsspindelart som beskrevs av Child, C.A. 1979. Eurycyde curvata ingår i släktet Eurycyde och familjen Ammotheidae. Inga underarter finns listade i Catalogue of Life.